# Зарецкие
Заре́цкие , Заруцкие (пол. Zarecki) — дворянский род .
Древний рязанский род, владевший с. Кумино Ряжского (позднее — Скопинского) у. Внесён в VI и III части дворянской родословной книги Рязанской губ.
Польский род герба Zarecki.
Более позднего происхождения род Зарецких — потомство отставного войскового старшины Кубанского казачьего войска Карпа Павловича Зарецкого. Определением Правительствующего Сената, от 13 июня 1877 года, по личным заслугам, он был утверждён в потомственном дворянстве, с правом на внесение во вторую часть дворянской родословной книги, вместе с сыновьями: коллежским советником Фёдором, подполковником Павлом, прапорщиком Георгием, дочерью Прасковьей и внуком Александром Павловичем.

## Описание герба
В золотом щите стоит запорожский казак в червлёном жупане, червлёных чоботах, лазоревой поддевке и штанах, чёрной шапке с червлёным верхом. Он держит в правой руке червлёное копье, в левой — серебряную саблю. В лазоревой волнообразной оконечности щита золотая лодка (чайка) с бараньей головой на носу и с шестью веслами.
Щит увенчан дворянским коронованным шлемом. Нашлемник: рука в червлёной одежде держит золотую булаву, по её бокам справа два чёрных бунчука, слева червлёное знамя, на червлёном древке, с золотой каймой. На знамени золотой греческий крест, справа от него золотое солнце, слева — золотой полумесяц. Намёт: справа — червлёный с золотом, слева — лазоревый с золотом. Девиз: «ПРАВДОЮ» червлёными буквами на золотой ленте.